# Dinochloa prunifera
Dinochloa prunifera är en gräsart som beskrevs av Soejatmi Dransfield. Dinochloa prunifera ingår i släktet Dinochloa och familjen gräs. Inga underarter finns listade i Catalogue of Life.